# Timonius paiawensis
Timonius paiawensis är en måreväxtart som beskrevs av Steven P. Darwin. Timonius paiawensis ingår i släktet Timonius och familjen måreväxter.
Artens utbredningsområde är Papua Nya Guinea. Inga underarter finns listade i Catalogue of Life.